# Bocskor Ádám

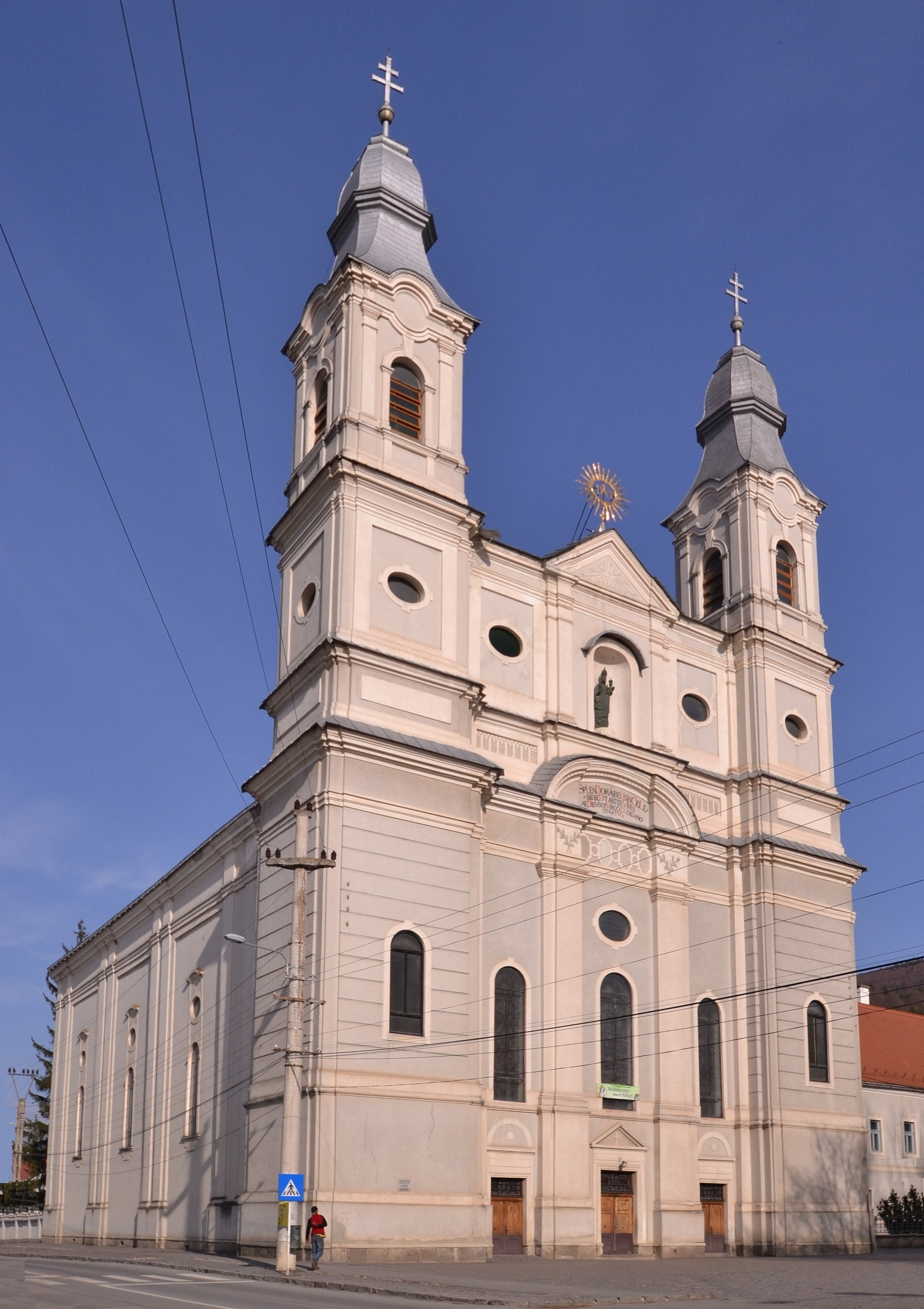
1769-1775 között mint katolikus pap Csíksomlyón tanított.

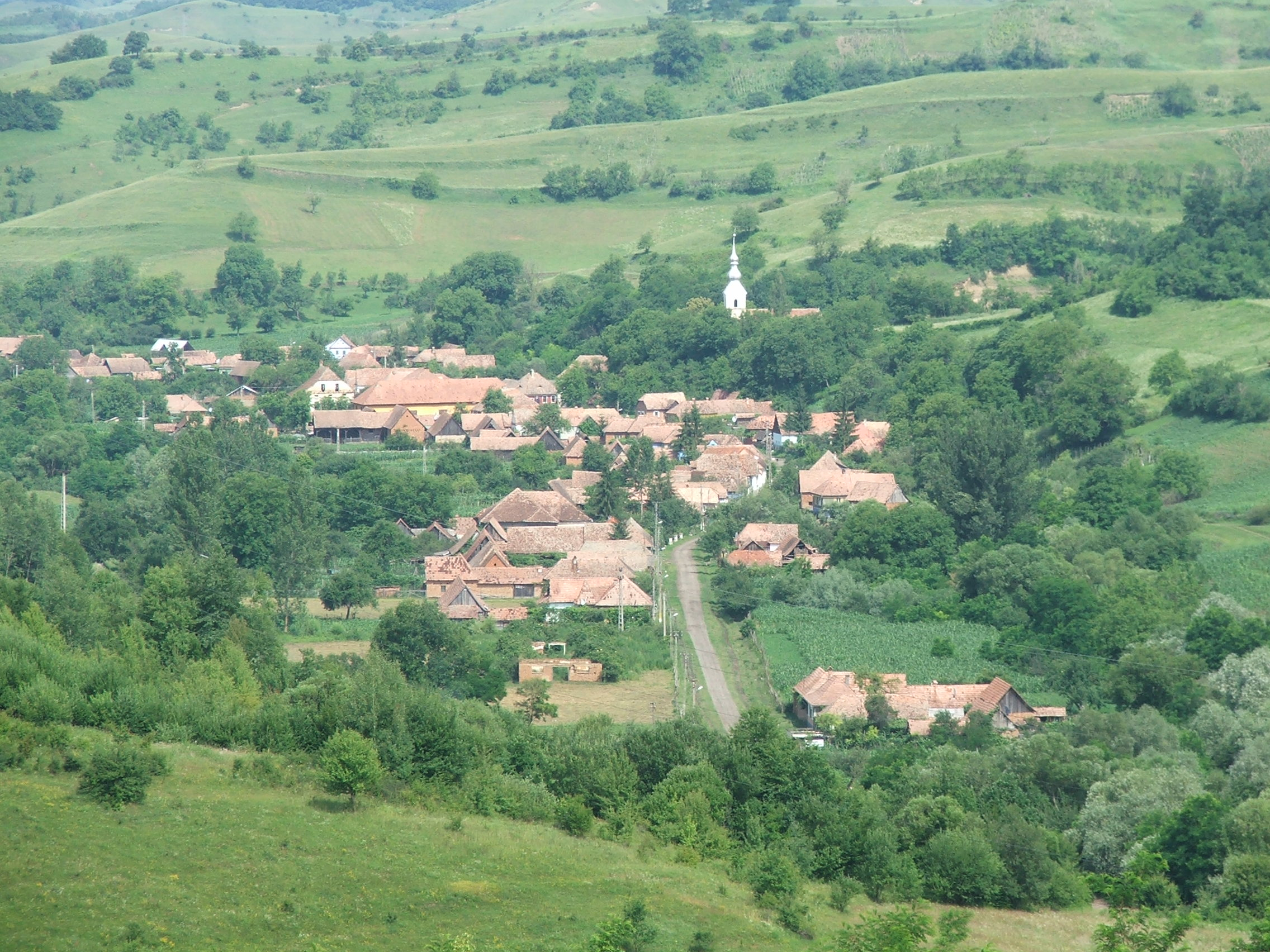
1795-1806 között plébános volt Magyarzsákodon

Bocskor Ádám (Csíkszentlélek, 1737. – Segesvár, 1813. január 31.) ferences rendi szerzetes.

## Élete
Apja Csíkszentléleki Bocskor János, a Bocskor-kódex néven ismert kézirat szerzője. Az eredetileg Ferenc nevet viselő fiú Bocskor Ádám néven lett ferences szerzetes 1756. október 11-én. 1762-ben szentelték pappá.
1769-ben Csíksomlyón tanított, ezt követően különböző helyeken volt házfőnök (Segesvár: 1775-1777; Torockószentgyörgy: 1800–1801; Szászsebes: 1804–1805; Gyulafehérvár: 1806), illetve plébánosként (1795-től Magyarzsákod; 1807–1808-ban Felsőtömös, 1812-től Brassó), valamint különböző előkelő családok házikáplánjaként (1788: Gál János kormányzói tanácsos, Somogyom; 1792–94: gróf Bethlen Miklós Küküllővár; 1797–99: báró Jósika Imréné, Kisfenes) szolgált.
Csíksomlyói tanársága idején a tanítványaival passiójátékot adatott elő, melynek feltehetőleg maga volt a szerzője. Neve könyvgyűjtőként és egy egyházi vitairat (Assertiones canonico-juridicae ex libro III. decretalium Gregorii papae IX. Cibinii, 1761.) szerzőjeként is fennmaradt.